# Mario Bionda

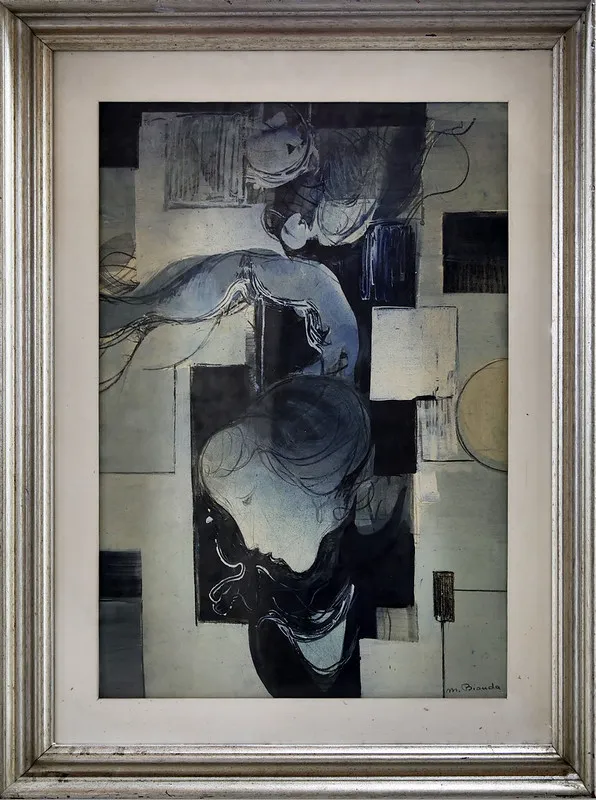
Composizione con figura, 1970 (Casa Museo Francesco Cristina)

Mario Bionda (Torino, 1913 – Penango, 1985) è stato un pittore italiano.

## Biografia
Formatosi nello studio di Felice Casorati dal 1927 al 1932, sposò Libia Paparesta (1912-1973) dalla quale ebbe due figli: Giorgio (1933) e Francesco (1935). Rientrato dall'esperienza militare dal 1945 si diede a nuove sperimentazioni artistiche senza voler immettersi nella mischia in quanto lo stesso mercato non prediligeva più l'arte figurativa "tout court". Produsse negli anni tra il 1945 ed il 1954, nel suo studio a Milano, notevoli lavori su carta a china, tempera e carboncino, sull'onda della sua continua ricerca e sperimentazione; partendo dal post cubismo figurativo, sua produzione tra il 1945 e il 1949, cominciò fin dal 1947 ad approcciare la tecnica mista informale su tela e su tavola, per poi dedicarsi quasi esclusivamente negli anni '50 alla creatività espressiva degli aspetti materici delle sue composizioni.
Nel 1956, nel nuovo Studio condiviso con Chighine, pubblicò, insieme a Ralph Rumney e Costantino Guenzi, il Manifesto antiestetico, ufficializzando la sua adesione all'informale, in polemica contro gli eccessi dello spazialismo e aprendo la strada ai futuri manifesti e dichiarazioni d'intenti di artisti come Piero Manzoni, Pierre Restany, Arnaldo e Giò Pomodoro.
Al manifesto seguì una serie di tre personali a Milano (dove Bionda divenne frequentatore di Brera e di artisti tra cui lo stesso Manzoni), di cui l'ultima nel 1958 alla Galleria Il Milione, con presentazione di Franco Russoli, che descrisse le sue opere come «una vibrazione intensa di luci che coinvolgono le forme, accidentate da scattanti segni e da accensioni -o meglio, da resti di combustioni- di qualcosa che fu colore e resta tono». Nelle opere di quel periodo si nota inoltre una certa severità di impostazione, lontana dagli abbandoni irrazionali dell'astrattismo vero e proprio.
Partecipò alla Biennale di Venezia (nel 1930, appena diciassettenne, e nel 1958) e a tre edizioni della Quadriennale di Roma (1935, 1959, 1965).
Nel 1978 partecipò alla X edizione del Premio nazionale arti visive "Città di Gallarate", con un'opera del 1962, "Frontale bianco", in seguito donata al Museo arte Gallarate
Trascorse gli ultimi anni della sua vita a Penango, in provincia di Asti, con la seconda moglie, Hedwig Scumacher, che aveva conosciuto nel 1965 e che sposerà poi nel 1974.
L'opera "Immagine su fondo bianco" del 1958 è nella collezione della Tate Gallery di Londra e altre due opere dello stesso anno ("Erosione n. 7" e "Senza titolo") fanno parte della collezione della Banca Intesa Sanpaolo. La Casa Museo Boschi Di Stefano, a Milano, raccoglie una straordinaria collezione di opere d'arte del XX secolo, fra cui "Immagine bruna" e "Elemento marino" del 1962. 